# لايقويليا
لايقويليا هو كومونا، يتبع مقاطعة سافونا، بلغ عدد سكانه 1٬785  نسمة، في 2017، عاصمته Laigueglia ‏، تبلغ مساحته 2٫72 كيلومتر مربع، رمزه البريدي هو 17053.

## السكان
في سنة 1861 بلغ عدد السكان 1٬042 نسمة، وتطور العدد ليصل في سنة 2011 لـ 1٬800 نسمة.
يظهر هذا المخطط البياني تطور النمو السكاني لـ لايقويليا

## الموقع
يشترك في الحدود مع:
- اندوره
- ألاسيو.

## مدن توأم
المدن التوأم:
- لا ثويل، في وادي أوستا
- Semur-en-Auxois [الإنجليزية]‏.